# Cotesia parallelis
Cotesia parallelis är en stekelart som först beskrevs av William Harris Ashmead 1900.  Cotesia parallelis ingår i släktet Cotesia och familjen bracksteklar. Inga underarter finns listade i Catalogue of Life.